# ستاره بخش
ستاره بخش یک رمان تخیلی تاریخی است که توسط جوجو مویز در سال ۲۰۱۹ نوشته شده و دربارهٔ کتابداران اسب سواری در منطقه ای دورافتاده در کنتاکی است. داستان ستاره بخش که در دوران افسردگی آمریکا اتفاق می‌افتد، داستان پنج زن خارق‌العاده و سفر آن‌ها در میان کوه‌های کنتاکی و فراتر از آن است. این زنان کتاب‌های کتابخانه‌ای را به مردم کوه‌های کنتاکی در دوران رکود بزرگ تحویل می‌دهند، یک برنامه واقعی که توسط رئیس‌جمهور فرانکلین دی. روزولت و بانوی اول النور روزولت راه‌اندازی شد. یونیورسال پیکچرز حقوق فیلم ستاره بخش را به دست آورده‌است و این فیلم سینمایی در مراحل اولیه تولید قرار دارد.
ستاره بخش در فهرست «۱۰۰ کتاب برتر برای خواندن در حین رعایت فاصله اجتماعی در خانه» یواس‌ای تودی قرار گرفت و یکی از انتخاب‌های باشگاه کتاب Hello Sunshine توسط ریس ویترسپون بود. این کتاب یکی از پرفروش‌ترین کتاب‌های نیویورک تایمز است و بیش از یک میلیون نسخه فروخته‌است. ستاره بخش سی و سه هفته در فهرست پرفروش‌ترین نیویورک تایمز حضور داشت.

## خلاصه داستان
آلیس رایت با بنت ون کلیو خوش تیپ آمریکایی ازدواج می‌کند، به این امید که بتواند از زندگی خفه کننده خود در انگلیس فرار کند. اما شهر کوچک کنتاکی به سرعت ثابت می‌کند که به همان اندازه کلاستروفوبیک است، به ویژه زندگی در کنار پدرشوهرش؛ بنابراین هنگامی که یک تیم از زنان برای تحویل کتاب به عنوان بخشی از کتابخانه سیار جدید النور روزولت داوطلب می‌شوند، آلیس با اشتیاق به آنان می‌پیوندد.
سردسته این زنان والبته بزرگ‌ترین متحد آلیس، مارجری است، زنی باهوش و خودکفا که هرگز برای چیزی از یک مرد اجازه نگرفته‌است. سه زن مجرد دیگر به آنها ملحق می شوند که به " کتابداران اسب سواری " کنتاکی معروف شده‌اند.